# Раде Павловић
Раде Павловић (Петровац на Млави, 16. август 1958) српски је астрофизичар и астроном. Завршио је основну школу и гимназију у Петровцу на Млави. Студије астрономије је уписао 1977. године на Природно-математичком факултету у Београду и дипломирао 1983. године.
Магистарску тезу под насловом „Прилог анализи кривих сјаја тесних двојних звезда“ (ментор др Гојко Ђурашевић) одбранио је 1993. године на Математичком факултету у Београду.
Докторску дисертацију под називом „Испуњеност услова за примену теореме Нехорошева на астероидни прстен“ је одбранио 28. марта 2008. године. Коментори за израду тезе су били др Зоран Кнежевић, научни саветник (Астрономскa опсерваторијa у Београду), и проф. др Мике Кузманоски, редовни професор (Математички факултет Универзитета у Београду). 
На Астрономској опсерваторији у Београду (АОБ) ради од маја 1994. године. Од почетка ради на проблемима везаним за посматрања, обраду посматрања и динамику двојних и вишеструких звезда  и  система. Такође  се  бавио  анализом  кривих  сјаја  тесних двојних  звезда, а  касније  и динамиком малих тела сунчевог система.

#### Преглед научне активности др Радета Павловића
Научно-истраживачки рад Радета Павловића може да се подели на четири тематске целине. 
Бави  се  проблемима  израчунавања  орбиталних  елемената  двојних  звезда, побољшавањем  и имплементацијом више постојећих метода. Ове методе су примењиване за одређивање нових као и за побољшање постојећих прелиминарних орбиталних елемената, а све орбите су достављане међународном центру и објављиване у циркуларима Међународне астрономске уније, комисије 26, као и у Шестом каталогу орбита визуелно двојних система. Динамичке  масе  и  паралаксе, као и индивидуалне масе компонената  двојних  и  вишеструких  система  изучаване  су  коришћењем  познатих  метода, астрофизичких  података  и  добијених  орбиталних  елемената. Урадио  је  неколико  серија микрометарских мерења двојних и вишеструких звезда које су објављене у Српском астрономском журналу (http://saj.matf.bg.ac.rs/). Учествовао је у првим CCD мерењима 123 двојне звезде на АОБ која су објављена у водећем међународном часопису Astronomy and Astrophysics Supplement Series. Од материјала који је сакупљан на Астрономској станици Видојевица од 2011. године  у почетку са 0,6 m телескопом, а касније са 1,4 m телескопом и на Рожену од 2004. године са 2 m телескопом, објавио је још шест серија мерења у водећем међународном часопису Astronomical Journal. 
Друга тематска целина  је рад на анализи кривих сјаја тесних двојних звезда. Анализа, која се заснива  на Рошовој  геометрији, је  коришћена  да  се  поред  оцене  параметара  тесног  двојног система  процени  гравитационо  потамњење. Од  укупно  девет  анализираних  система  четири вредности су се веома добро слагале са раније израчунатим теоријским вредностима, док за пет система добијене вредности су биле веће од очекиваних што се објашњава као последица закона ротације, а  у  неком  степену  је  повезано  са  већим  уделом  радијативног  притиска  укупном потенцијалу. То  доводи  до  знатног  одступања  површине  звезде  од претпостављене  Рошове геометрије. Из ове области је објавио, као коаутор, два рада у водећем међународном часопису Astronomy and Astrophysics.
Трећа тематска целина је разматрање утицаја могућих судара у централном делу активних галактичких језгара (АГЈ) на облик спектралних линија. Предстаљени модел тесно двојних језгара активних галаксија и нумерички експерименти су показали да такав систем може генерисати линије  са  два  пика. У  зависности  од  маса  компоненти  и  њихових  орбита  добијају  се  разни профили линија који могу објаснити посматране емисионе линије код АГЈ. Ови резултати су саопштени на скупу међународног значаја и у водећем часопису националног значаја - Serbian Astronomical Journal.
Четврта  тематска  целина  научно-истраживачке  активности  кандидата  обухвата  проблеме динамике малих тела сунчевог система (астероида). Посебно се заинтересовао за веома актуелну проблематику  испитивања  стабилности  кретања  астероида  применом теореме  Нехорошева. Међутим, пре примене саме теореме Нехорошева на астероидни прстен неопходно је показати да овај систем испуњава  све потребне услове. Из ових истраживања објавио је неколико радова од којих се издваја рад у Monthly Notices of the Royal Astronomical Society. Сада наставља рад у овој области у оквиру пројекта који изучава динамику небеских тела, система и популација.